# 蠟筆小新：我的搬家物語 仙人掌大襲擊
《蠟筆小新：我的搬家物語 仙人掌大襲擊》（日语：クレヨンしんちゃん オラの引越し物語 サボテン大襲撃）係2015年4月18日于日本上映的第23部《蜡笔小新》电影版。同年6月27日經過東寶的總計結果，以22.8億日圓收益打破系列首作《蠟筆小新：動感超人VS高衩魔王》（1993年）的票房記錄，本系列票房冠軍紀錄直至被《新次元！超能力大決戰 ～飛吧！手卷壽司～》(2023年) 相隔八年後打破。

## 概要

### 故事原案
- 本作是首次以「野原一家搬家」為主題的電影系列，也是自2011年上映的第19部作品《蠟筆小新：黃金間諜大作戰》以來，相隔4年再度以日本海外作為故事舞台的電影動畫。
- 總共104分鐘，也是自2012年上映的第20部作品《蠟筆小新：我和我的宇宙公主》以來，首部總長度超過100分鐘的作品，在歷代作品系列中排行第3。
- SHIN-EI動畫的製作人吉田有希以搬家題材為要素的了解：「這次的設定想做出很大的變動」做為本作故事發想的原點，經過考慮和討論的結果，「讓人看了會驚慌的要素…於是決定做出野原一家搬到墨西哥之後被仙人掌襲擊的劇情」[1]。上映之後的同年7月31日，吉田升任為電視動畫的節目製作人。
- 本作也是不曾在劇場版出場的主要人物出場人數最多的作品，值得一提的是本田惠子和小山夢冴係首次在劇場版出場。
- 電影預告中廣志、美冴和小葵被女王仙人掌吃掉，但在電影中卻沒有這樣的劇情。

### 客串
- 2015年2月24日宣布作為特別客串嘉賓，由日本エレキテル連合（日语：日本エレキテル連合）與HKT48的指原莉乃合作拍板定案[2]。

### 製作人員
- 導演由2013年曾經執導過《蠟筆小新：超級美味！B級美食大逃亡！！》的橋本昌和再次擔任。編劇由一樣在2013年曾經負責過《超級美味！B級美食大逃亡》的上野貴美子首次獨自擔任。
- 作畫由2014年擔任過前作《蠟筆小新：大對決！機器人爸爸的反擊》的人物設定大塚正實、和2001年擔任過第9部《蠟筆小新：風起雲湧 猛烈！大人帝國的反擊》的設計末吉裕一郎相隔2年以來再登板，與原勝德共同擔任人物設定。劇中墨西哥人與食人仙人掌的設定由韓國動畫師EunYoung Choi（日语：EunYoung Choi）擔任。分鏡、演出由前作《蠟筆小新：大對決！機器人爸爸的反擊》的導演高橋涉擔任，同樣分鏡、原畫由湯淺政明從前作的原畫、分鏡一職中繼續參與。
- 日文配音員方面，本作出場的園長先生的配音員納谷六朗在距離上映還有半年的2014年11月17日在進行錄音作業期間病逝，因此日本的動畫官方網站說：「園長先生的對話，使用的是納谷六朗生前出席現場活動的錄音。製作期間進行描寫春日部的人們向野原一家告別的場面時，得知園長先生的配音員突然病逝而無法順利完成。所以這一次，用這樣的方式出場。今後包含園長先生在內的繼任配音員，目前正在討論中。」[3]。但在該作上映將近半年之後的2015年9月，決定由森田順平接任[4]
- 大原娜娜子自2003年上映的第11部《蠟筆小新：風起雲湧 光榮燒肉之路》相隔12年以來再次在劇場版出場，因為配音員紗百合已在2012年3月癌症逝世，由當時接任的伊藤靜獻聲。
- 同樣的，雙葉商事部長自從2009年的第17部《蠟筆小新：春日部野生王國》上映6年之後在本作再次出場。因配音員郷里大輔在《蠟筆小新：春日部野生王國》上映9個月後，隔年2010年1月驟逝，故2015年的本作由大友龍三郎獻聲。這也是大友首次在動畫系列聲演部長，之後同年6月12日在電視動畫出場的部長正式由大友接任。
- 負責風間徹台灣配音的吳貴竹，在本作由劉如蘋代班。

## 故事
“謝謝春日部，再見了春日部。” 野原一家搬家了？在父親廣志的工作變動下，野原一家決定含淚和春日部的大家告別。不過，在那裡等待著他們的冒險卻是…會動的仙人掌！

## 番外篇
小白的搬家物語

## 登場角色
| 配音員                                   | 角色            | 介紹 |
| ---------------------------------------- | --------------- | --- |
| 指原莉乃（日） 楊凱凱（台）              | 芙蘭西斯卡      | 本部電影女主角之一，亥喀益尺拉本旦的居民，係一名個性沉默怕生的少女，總是板著臉孔。因為非常依賴智慧型手機，所以被小新取名為“智慧手機”（她則稱小新為“馬鈴薯頭”）。在女王仙人掌枯死後與父母重聚。                                                                                |
| 堀内賢雄（日） 陳幼文（台）              | 捏捏·羅德里格斯 | 自稱亥喀益尺拉本旦「崇高的荒鷲、彩虹假面」的墨西哥摔角手，卻因為膽小而一直裝着膝蓋受傷不作戰。在最終與仙人掌決戰時因馬利亞奇而有了自信心。 |
| 浪川大輔（日） 陳彥鈞（台）              | 馬利亞奇        | 拿着吉他四處唱歌的男人，被小新取名為“無業大叔”。因仙人掌的襲撃而改頭換面，在最終決戰與彩虹假面一同對付女王仙人掌。 |
| 坂本真綾（日） 劉如蘋（台） 顧詠雪（港） | 卡蘿麗娜        | 本部電影女主角之一，小新搬家後的幼稚園老師，身手矯健的大美人，有著豐臀巨乳。最後被小新的勇氣感動而親了他的臉頰一下。 |
| 平田廣明（日） 陳幼文（台）              | 拽連狠達伊格    | 亥喀益尺拉本旦的鎮長，被小新取名為“臉很大的叔叔”、“跩臉很大一個”，不同意與外國企業合作販售仙人掌果實，對仙人掌十分執着，在食人仙人掌開始食人後試圖隱瞞真相。因小新的尿尿而發現仙人掌的弱點—水，最後終於想通而與小新一同作戰。後正式開放「仙人掌樂園」並轉為販售仙人掌紀念品。 |
| 勝杏里（日） 于正昇（台）                | 警長            | 亥喀益尺拉本旦的警長，經常在鎮長身旁，槍法了得，卻被食人仙人掌吃掉。 |
| 上田祐司（日） 魏德（台）                | 荷西·粉麻藩     | 駐守亥喀益尺拉本旦的雙葉商事職員，用三輪車救了野原一家，自己卻被食人仙人掌吃掉。口頭禪為：“完全沒問題的啦~” |
| 田村健亮 孫中台（台）                    | 伊卡米諾        | 鎮長邀請來的仙人掌研究家，後被食人仙人掌吃掉。口頭禪為：「這是個好問題呢~」 |
| 中野聰子 魏德（台）                      | 細貝先生        | 從日本來的遊客，喜歡朱美小姐，後被食人仙人掌吃掉。 |
| 橋本小雪 張舒婷（台） 王慧珠（港）       | 朱美小姐        | 細貝先生的機器人女朋友，被食人仙人掌吞掉，但卻因為是機器人而被吐出。口頭禪為：“不行啦~不行不行” |
| 不適用                                   | 吉娃娃三兄弟    | 亥喀益尺拉本旦的野狗們，曾搶小白的食物，但面臨食人仙人掌的危機時，因小白的拯救而與小白友好。 |
| 不適用                                   | 食人仙人掌      | 在仙人掌嘉年華會會場生長的巨大仙人掌，變種的食蟲植物，靠着聲音捕捉獵物，生命力極強，就算被破壞了也可以透過嫁接復活。後來眾食人仙人掌與女王仙人掌合體形成超巨大的怪物，最後因被灑上大量的水而枯死，被吃掉的人也得到了解放。                                                    |

## 制作人员
- 原作：臼井儀人
- 导演：橋本昌和
- 製作公司：朝日電視台、ADK、雙葉社
- 配給：東宝

## 主题曲
| 類別   | 曲名                         | 作詞     | 作曲     | 編曲       | 歌手              |
| ------ | ---------------------------- | -------- | -------- | ---------- | ----------------- |
| 片頭曲 | 「100%傳達給你」（unBORDE）  | 中田康貴 | 中田康貴 | 中田康貴   | Kyary Pamyu Pamyu |
| 片尾曲 | 「OLA!!」（SENHA & Company） | 北川悠仁 | 北川悠仁 | 前山田健一 | 柚子              |

## 藍光／DVD
由萬代影視在日本發行，於2015年11月6日發售。並收錄（僅限藍光版）短篇「小白的搬家物語（シロの引越し物語だゾ）」。

## 腳註
1. ↑  . crank-in!. 2015-04-17  [2015-09-28]. （原始内容存档于2015-09-23） （日语）.
2. ↑  . シネマトゥデイ. 2015-02-24  [2015-09-28]. （原始内容存档于2015-09-28） （日语）.
3. ↑  . 朝日新聞數位. 2015-10-08  [2015-09-28]. （原始内容存档于2020-01-03） （日语）.
4. ↑  . MANTANWEB. 2015-04-20  [2015-11-01]. （原始内容存档于2016-07-18） （日语）.
5. ↑  （日語）シリーズ歴代最高「クレヨンしんちゃん オラの引越し物語」BD・DVDは11月6日リリース （页面存档备份，存于）Anime！Anime！ (2015年7月3日). 2015年8月7日閱覽。

## 電視播出
| 台灣 東森電影台 星期日 16:45－19:00 節目 | 台灣 東森電影台 星期日 16:45－19:00 節目                  | 台灣 東森電影台 星期日 16:45－19:00 節目 |
| ---------------------------------------- | --------------------------------------------------------- | ---------------------------------------- |
|                                          | 蠟筆小新電影─我的搬家物語 仙人掌大襲擊 （2015年12月27日） |                                          |
| 西遊記之大鬧天宮                         | 影子籃球員 第22-25集                                      |                                          |

| 台灣 東森幼幼台 星期五 19:00－21:00 節目 | 台灣 東森幼幼台 星期五 19:00－21:00 節目                | 台灣 東森幼幼台 星期五 19:00－21:00 節目 |
| ---------------------------------------- | ------------------------------------------------------- | ---------------------------------------- |
|                                          | 蠟筆小新電影─我的搬家物語 仙人掌大襲擊 （2016年1月1日） |                                          |
| 我們這一家 宅急便                        | 我們這一家 宅急便                                       |                                          |

## 外部連結
- 台灣官方網站 （页面存档备份，存于）
- 互联网电影数据库（IMDb）上《蠟筆小新：我的搬家物語 仙人掌大襲擊》的资料（英文）
- Yahoo奇摩電影上《蠟筆小新：我的搬家物語 仙人掌大襲擊》的資料（繁體中文）
- 開眼電影網上《蠟筆小新：我的搬家物語 仙人掌大襲擊》的資料（繁體中文）
- 时光网上《蠟筆小新：我的搬家物語 仙人掌大襲擊》的資料（简体中文）
- 豆瓣电影上《蠟筆小新：我的搬家物語 仙人掌大襲擊》的資料 （简体中文）